# Kostnice (Eggenburg)
Kostnice či taktéž karner v dolnorakouském městě Eggenburg se nachází v bezprostřední blízkosti farního kostela svatého Štěpána na náměstí Kirchenplatz. K ní náležící pohřební kaple, zasvěcená svatému Michaelu Archandělu, byla roku 1792 stržena. Kostnice je památkově chráněná a je v ní uloženo na 5800 lidských ostatků, z nichž bylo přibližně 2200 v roce 1991 prozkoumáno.

## Historie
Nejstarší části kostnice jsou datovány do 12. století, tedy do doby založení města. Pohřební kaple svatého Michaela Archanděla je vyobrazena v městské pečeti z roku 1280. Během 13. století byla přistavěna bratrská světnice, jež je roku 1361 písemně doložena pro mariánské bratrstvo a která byla propojena chodbou s farou a kostelem. Kostnice byla dvakrát přestavěna, poprvé roce 1591 a podruhé v roce 1721. Ze druhé přestavby se v interiéru zachovala stropní klenba. Pohřební kaple byla roku 1792 zrušena.